# Distretto di Bundibugyo
Il distretto di Bundibugyo è un distretto dell'Uganda, situato nella Regione occidentale.